# Nguyễn Xuân Thâm
Nguyễn Xuân Thâm (sinh năm 1936) là nhà giáo nhà thơ Việt Nam, được tặng Giải thưởng Nhà nước về Văn học Nghệ thuật vào năm 2022.      

## Tiểu sử
Nguyễn Xuân Thâm sinh ngày 11 tháng 1 năm 1936 tại thôn An Thuận, huyện Hương Trà, tỉnh Thừa Thiên Huế.
Đầu năm 1954, đang học năm thứ hai chuyên khoa Quốc học Huế, Nguyễn Xuân Thâm lên chiến khu Hòa Mỹ của Thừa Thiên rồi ra Nghệ An học trường Huỳnh Thúc Kháng. Tháng 8 năm 1956, ông vào học trường Đại học Bách khoa Hà Nội. Tốt nghiệp kỹ sư năm 1960, ông được giữ lại trường làm cán bộ giảng dạy Khoa Hóa thực phẩm.
Năm 1980, Nguyễn Xuân Thâm bảo vệ thành công luận án phó tiến sĩ (nay là tiến sĩ) ngành Hóa thực phẩm, rồi được phong học hàm Phó Giáo sư. Ông thi đỗ tiếng Pháp để giảng bài cho bậc đại học ở nước ngoài nhưng sau đó lại học tiếng Bồ Đào Nha để làm chuyên gia giáo dục ở Ăngôla từ năm 1989 đến 1993.
Ông là hội viên Hội Nhà văn Việt Nam từ năm 1974.

## Sự nghiệp
Nguyễn Xuân Thâm đến với thơ ca khá sớm. Năm 1951, khi mới mười lăm tuổi, đang học ở trường Quốc học Huế, với các bút danh Dao Ca, Đỗ Hữu, ông đã có thơ in trong các ấn phẩm Nhân loại, Đời mới, Mới và Thẩm mỹ…
Bài thơ đầu tiên của ông in trên báo Văn nghệ năm 1960 là bài Núi đá Cánh Diều. Những năm 1964 và 1965, khi Nhà xuất bản Văn Học cho ra đời tập thơ Sức Mới để tập hợp và khẳng định lớp nhà thơ trẻ, ông cũng có mặt. Năm 1967, trong tập Thơ chống Mỹ cứu nước, 1965-1967 do Chế Lan Viên trực tiếp tuyển chọn, cùng với một số nhà thơ trẻ khi ấy là Thái Giang, Xuân Quỳnh, Bằng Việt, Lưu Quang Vũ, Phạm Ngọc Cảnh, Văn Thảo Nguyên, Hoài Anh…, Nguyễn Xuân Thâm lại được chọn in hai bài thơ Rông chiêng và Cái chết của em Dần.
Về sau, công tác trong ngành giáo dục, ông vừa dạy học vừa làm thơ. Ồng có nhiều năm chiến đấu với bạo bệnh tưởng không thể qua khỏi, nhưng ông vẫn dồn tâm huyết cho thơ và đã giành được nhiều giải thưởng văn học có giá trị.
Ông đã đoạt Giải nhất thơ báo Lao động năm 1964, với bài thơ Đảo con gián; Giải B (không có giải A) Con gà đất bảy màu; Giải thưởng văn học Hội Nhà văn Việt Nam (2002) với tập thơ Tìm trầm.
Năm 2022, ông được tặng Giải thưởng Nhà nước về Văn học Nghệ thuật với tác phẩm: Tìm trầm (tập thơ).

## Tác phẩm chính
- Đồng xanh (thơ, in chung, 1964),
- Tiếng ong bay (thơ, 1972),
- Nắng bên sông (thơ, in chung, 1985);
- Con gà đất bảy màu (thơ, in chung, 1998);
- Tìm trầm (thơ, 2001);
- Thơ với tuổi thơ (thơ, 2003);
- Chợt nhớ Sâm Cầm (thơ, 2009):
- Tuyển tập thơ (2014);
- Thơ Nguyễn Xuân Thâm (2014).

Nguồn: 

## Vinh danh
- Giải thưởng Nhà nước về Văn học Nghệ thuật năm 2022.

### Giải thưởng văn học
- Giải nhất thơ báo Lao động năm 1964, với bài thơ Đảo con gián;
- Giải B (không có giải A) với Con gà đất bảy màu;
- Giải thưởng văn học Hội Nhà văn Việt Nam (2002) với tập thơ Tìm trầm.